# St. Jakob-Turm
Der St. Jakob-Turm ist ein 71 Meter hohes, in den Jahren 2005 bis 2008 erbautes Hochhaus in Basel. Der Turm wurde parallel zum Erweiterungsbau des Fussballstadions St. Jakob-Park erbaut und wird für Büros und 37 Wohnungen im gehobenen Standard genutzt.

## Geschichte
Die Baueingabe zum St. Jakob-Turm erfolgte im Jahr 2004. Die Planung dauerte von bis 2006. Am 16. November 2006 wurde der Grundstein gelegt und konnte es nach zweijähriger Bauzeit im Oktober 2008 offiziell eröffnet werden.

## Beschreibung

### Lage
Der St. Jakob-Turm befindet sich in unmittelbarer östlicher Nachbarschaft zum St. Jakob-Park im Stadtteil St. Alban, in unmittelbarer Nähe zur Stadtgrenze zu Muttenz.
Sowohl die Bahnlinie Basel-Zürich, auf der auch Gefahrgütertransporte verkehren, wie auch die Autobahn A2 verlaufen nördlich davon. Damit kommt dem Bauwerk aufgrund seiner Lage und seiner sehr individuellen Gestaltung die Funktion eines weit sichtbaren Stadttors zu.

### Architektur
Die architektonische Form erinnert an einen Bergkristall, die gläserne Fassade zusätzlich an ein Gewächshaus. Bauherren des St. Jakob-Turms waren die Basler Unternehmen Immobilienfonds UBS Sima, Kestenholz Gruppe sowie die Genossenschaft Stadion St. Jakob-Park. Aufgrund der nördlich verlaufenden Autobahn und Eisenbahntrasse sind die Wohnungen in südliche Richtung orientiert, die sich in der Spitze des Hochhauses befinden. In den Obergeschossen 5 bis 13 beanspruchen frei einteilbare Bürozonen das Gebäude.